# Sebevrazi - Love story z onoho světa
Sebevrazi – Love story z onoho světa je americká road movie z roku 2006. Hlavním hrdinou je Zia (Patrick Fugit), který vyrazí ve starém kombíku na cestu, při které potká Knellera (Tom Waits).